# Sacro Monte di Arona
Il Sacro Monte di Arona, dedicato a San Carlo, deve considerarsi parte di quel sistema di Sacri Monti prealpini che caratterizzò, particolarmente nel XVI e XVII secolo, il grande afflato di religiosità popolare che si espresse tra Piemonte e Lombardia. Incompiuto, consiste oggi del santuario di San Carlo al Sacro Monte, del Colosso di san Carlo Borromeo, e di tre cappelle.

## Storia
L'iniziativa di costruire un Sacro Monte dedicato a San Carlo Borromeo su un'altura posta alle spalle della città di Arona, ove il santo era nato nel 1538, fu promossa dal padre oblato Marco Aurelio Grattarola a ridosso della cerimonia di beatificazione del Santo (1610). L'ambiente naturale prescelto è di rilevante interesse paesaggistico: bellissima è, da quell'altura, la vista sul Lago Maggiore. Il progetto concepito da padre Grattarola doveva celebrare - proprio nelle terre appartenenti alla famiglia dei Borromeo e nello scenario del Lago Maggiore - la figura dell'arcivescovo di Milano la cui ancor vivissima memoria rifulgeva "grande nella carità, grande nella dottrina, grande nell'apostolato, e grande soprattutto nella pietà e nella devozione".

Dall'esigenza di esprimere la grandezza del Santo derivò subito l'idea di ergere una statua colossale, da collocare in cima al monte, in modo che essa fosse visibile anche dall'altra sponda del lago. L'iniziativa ricevette immediatamente il plauso e l'appoggio di Federico Borromeo che nel frattempo era succeduto al Santo - di cui era cugino – alla guida dell'arcidiocesi milanese. L'architetto Francesco Maria Ricchino (o Richini)– figura di grande spicco nel panorama del barocco lombardo – fu incaricato del progetto. Egli propose una soluzione assai ambiziosa che – come avvenne per la maggior parte dei Sacri Monti – fu poi realizzata solo molto parzialmente. A partire da un arco di trionfo, posto ai piedi dell'altura come punto di ingresso del percorso devozionale, dovevano dipartirsi tre sentieri che si inerpicavano lungo le pendici del monte; su ognuno di essi cinque cappelle, con il loro corredo di statue e di pareti affrescate, avrebbero raccontato le azioni più significative relative all'opera pastorale di San Carlo (la "vita attiva"); più in alto, altre cappelle avrebbero dovuto illustrare gli esempi di spiritualità da lui offerti (la "vita contemplativa"). 

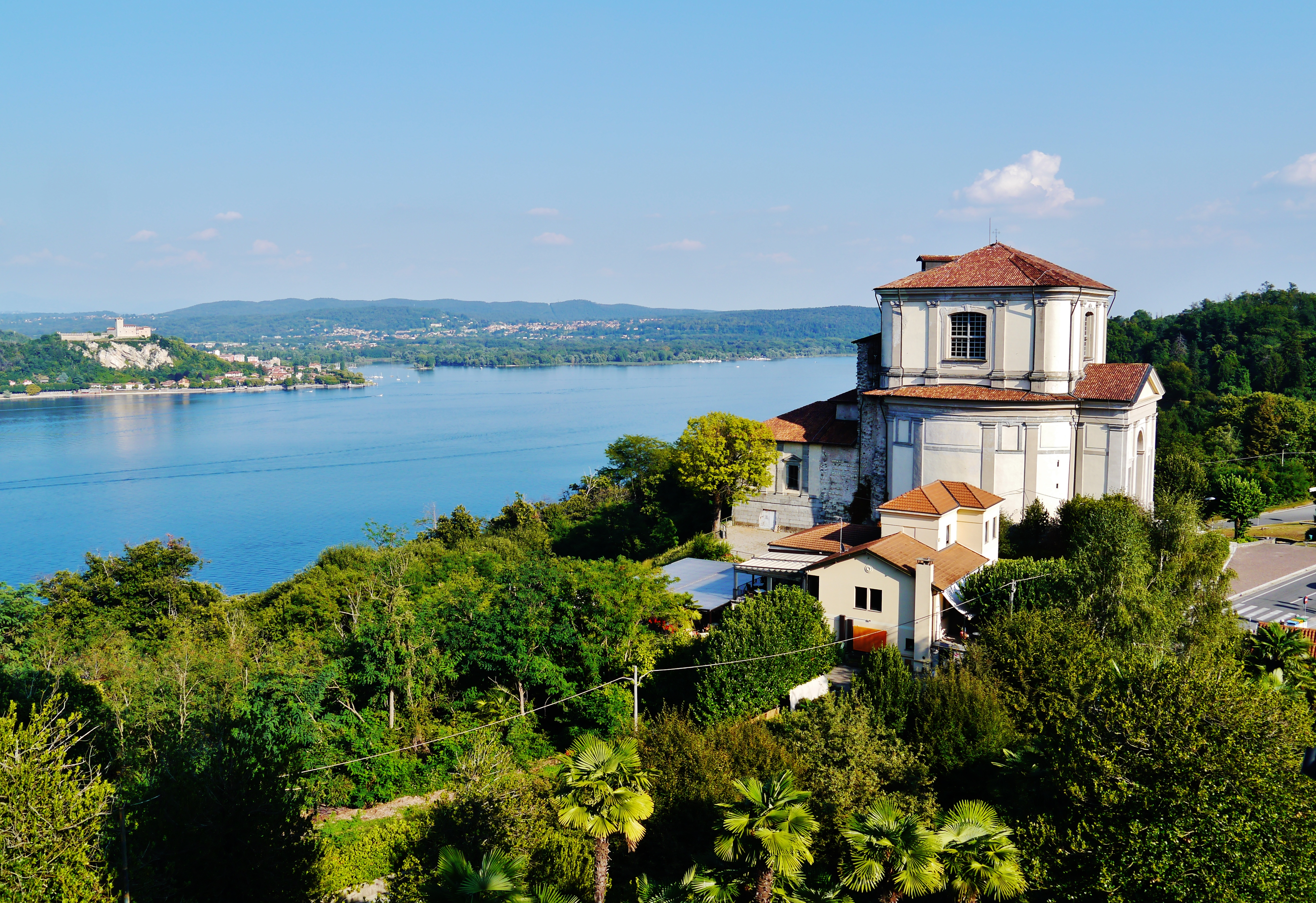
Vista su la Chiesa di San Carlo

Nel luglio del 1614, alla presenza di una straripante moltitudine di fedeli, Federico Borromeo celebrò l'inizio dei lavori di edificazione del Sacro Monte di Arona. Poco lontano, in quegli anni di straordinario fervore popolare, erano in costruzione quello di Orta e quello di Varese. Tra gli impegni prioritari nell'esecuzione dei lavori vi fu quello della costruzione del santuario (o chiesa di San Carlo) posto sulla sommità del monte e progettato dal Ricchino come edificio a pianta centrale, ricco di reminiscenze classiche. Solo poche delle cappelle previste dal progetto del Ricchino furono edificate: oggi ne restano appena tre, eleganti nel loro stile classicheggiante, ma ormai prive dell'apparato decorativo di cui quasi nulla si conosce. Si sa comunque – a conferma delle ambizioni del progetto iniziale - che per la realizzazione delle statue in terracotta fu interpellato Melchiorre d'Enrico, fratello e collaboratore di Giovanni d'Enrico, grande protagonista dei lavori al Sacro Monte di Varallo. In effetti, intervennero ben presto difficoltà di attuazione del progetto dovute ad una molteplicità di fattori: la prematura scomparsa di Padre Grattarola (1615), poi le terribili difficoltà sociali ed economiche portate dalla peste "manzoniana" del 1629-31, poi ancora la morte del cardinal Borromeo (1631). Il progetto del Sacro Monte – la cui direzione era passata ai Conservatori della Biblioteca Ambrosiana – conobbe anni di difficoltà e le cappelle già realizzate incominciarono a decadere. Una ripresa più convinta del programma attuativo intervenne solo a partire dal 1692, ancora per volere della famiglia Borromeo che coinvolse nei nuovi lavori l'architetto pontificio Carlo Fontana. Il nuovo programma costruttivo ridimensionava quello vagheggiato dal Grattarola e da Federico Borromeo: veniva, di fatto, abbandonata l'idea stessa del Sacro Monte, con una molteplicità di cappelle capaci di celebrare la vita del Santo.

Il santuario trovò completamento solo nel 1725 con la costruzione del tetto.

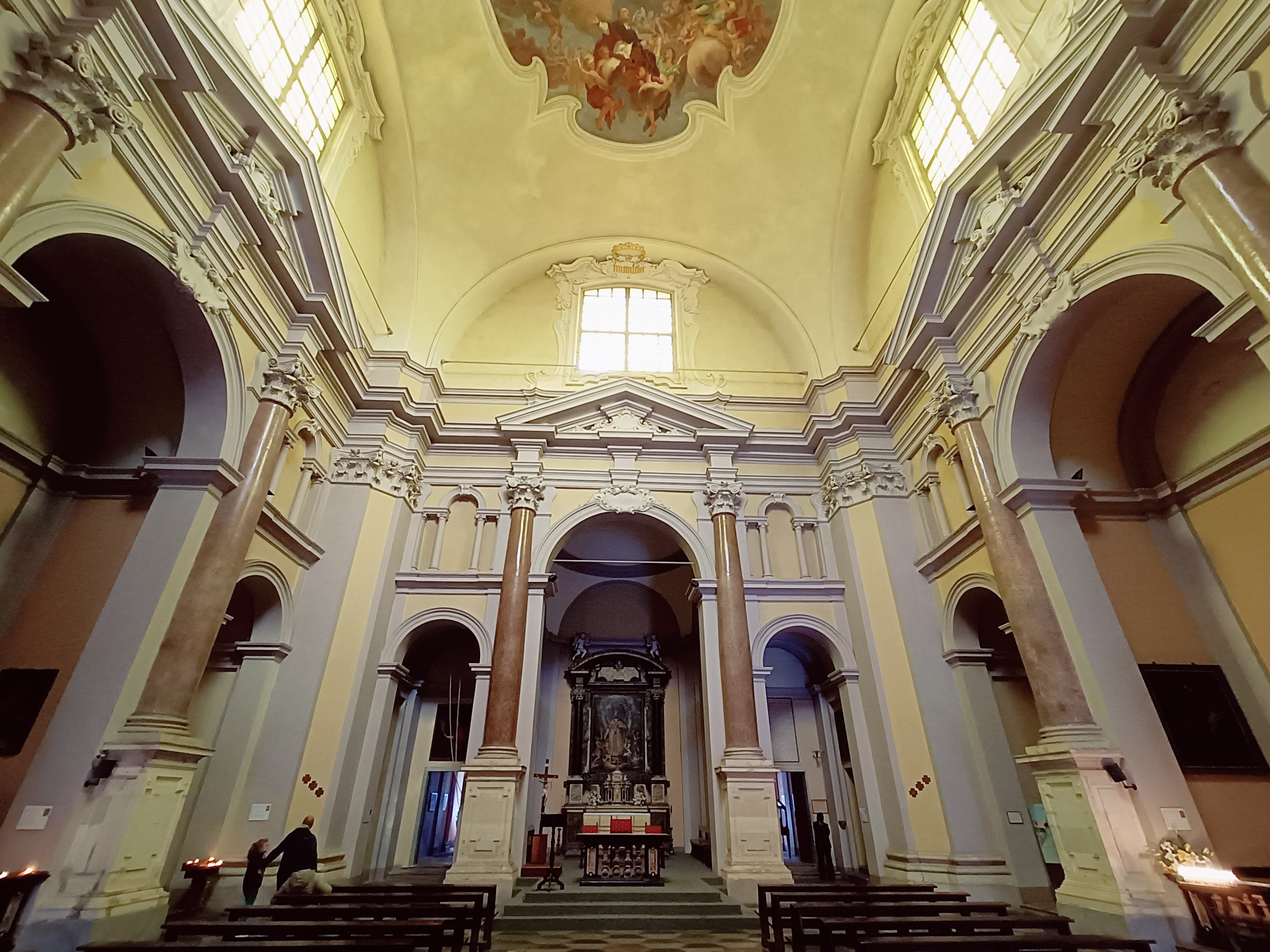
Interno della chiesa di San Carlo

## Descrizione
Oggi all'interno del santuario, sopra l'altare maggiore, troviamo una tela di Giulio Cesare Procaccini; dietro l'altare è stata collocata la ricostruzione della originale camera di San Carlo, ottenuta radunando gli arredi che si erano salvati dalla distruzione napoleonica della vicina Rocca Borromea, e alcuni cimeli del Santo tra cui ad esempio la sua maschera funebre, la sua portantina.
Di fronte alla chiesa, dall'altro lato del piazzale, è posto il grande "seminario di San Carlo" che era già ultimato nel 1640 (e che venne poi vistosamente ampliato all'inizio del XX secolo), oggi ospita un istituto scolastico.
Sempre dal piazzale si accede alla scalinata che porta all'alto basamento di granito su cui si erge la colossale statua di rame di San Carlo, concepita, fin dall'origine, come coronamento e come forte elemento di identità del Sacro Monte. Il disegno della statua è opera di Giovanni Battista Crespi, detto il Cerano, artista particolarmente caro a Federico Borromeo, che per un certo tempo fu incaricato dei lavori.
L'opera, di 28 metri di altezza (che la devozione popolare designò presto con il nome di San Carlone), fu realizzata, non senza difficoltà tecniche, dagli scultori Siro Zanella di Pavia e Bernardo Falconi di Lugano: la sua ultimazione è del 1698. Si tratta di una statua cava formata da grandi lastre di rame battuto; è possibile per il visitatore salire tramite una scala interna sino alla testa del colosso. Solo la statua della Libertà a New York, tra le statue in metallo, la supera in altezza.

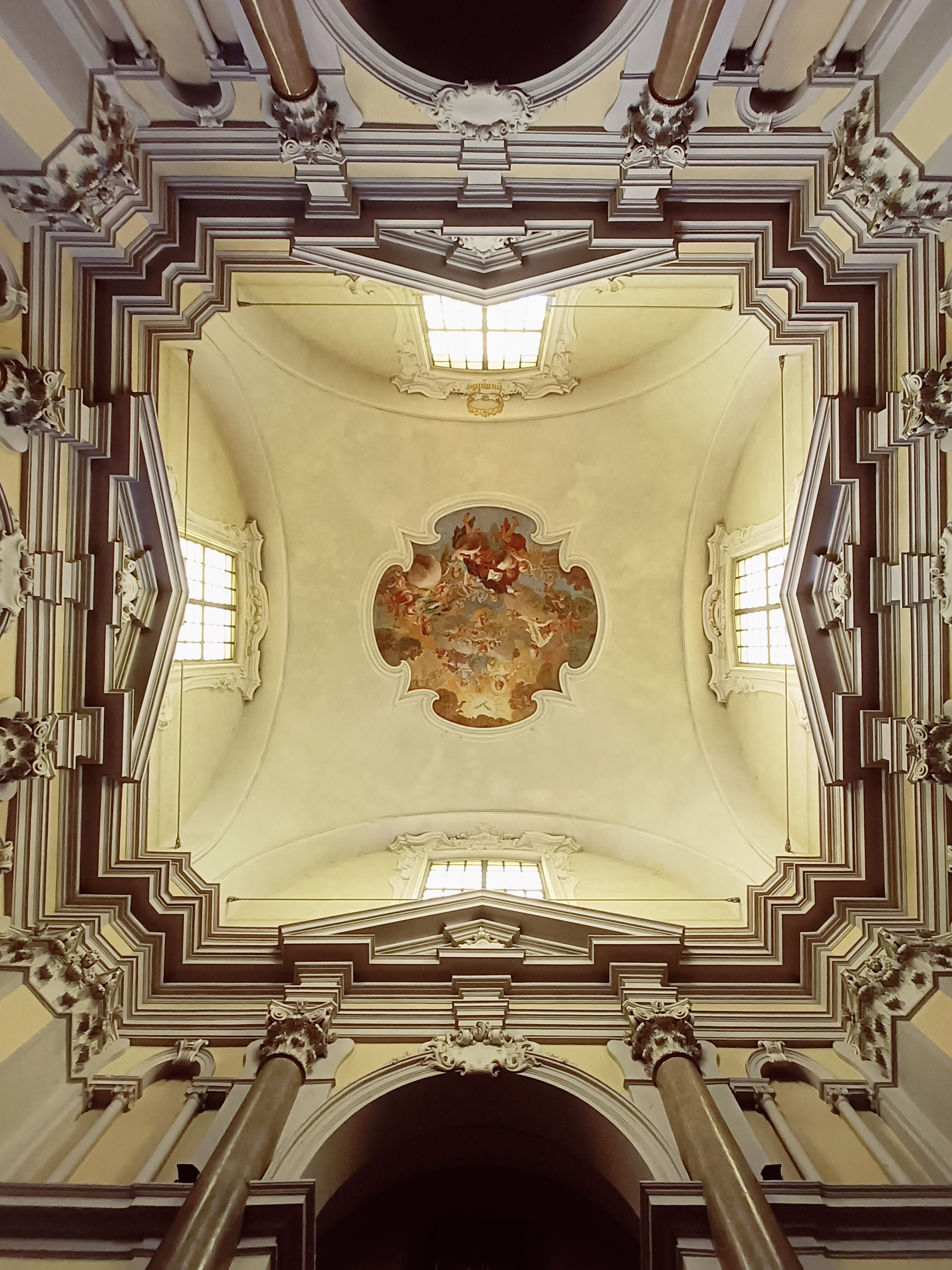
Cupola del santuario
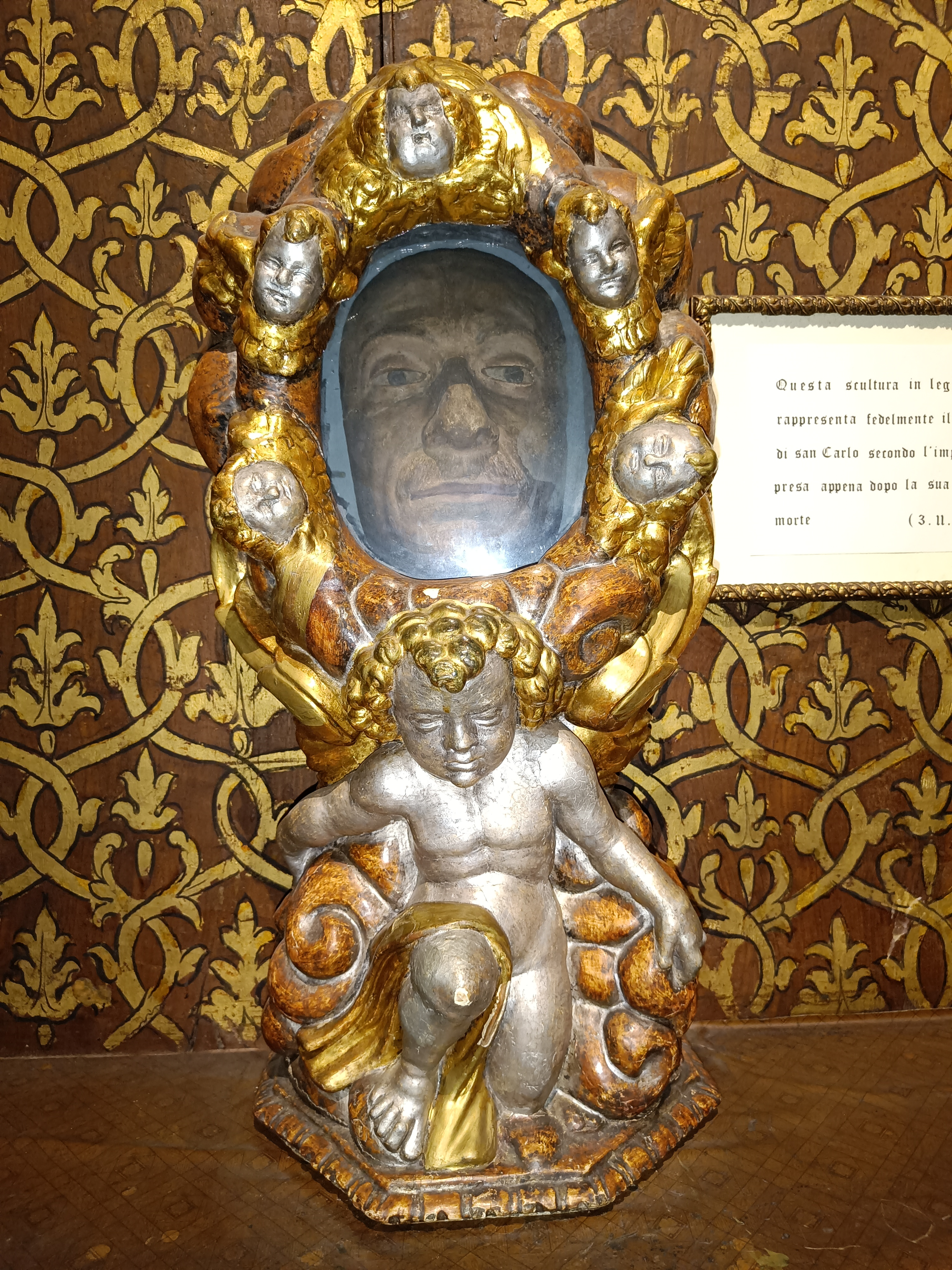
Maschera funeraria di san Carlo
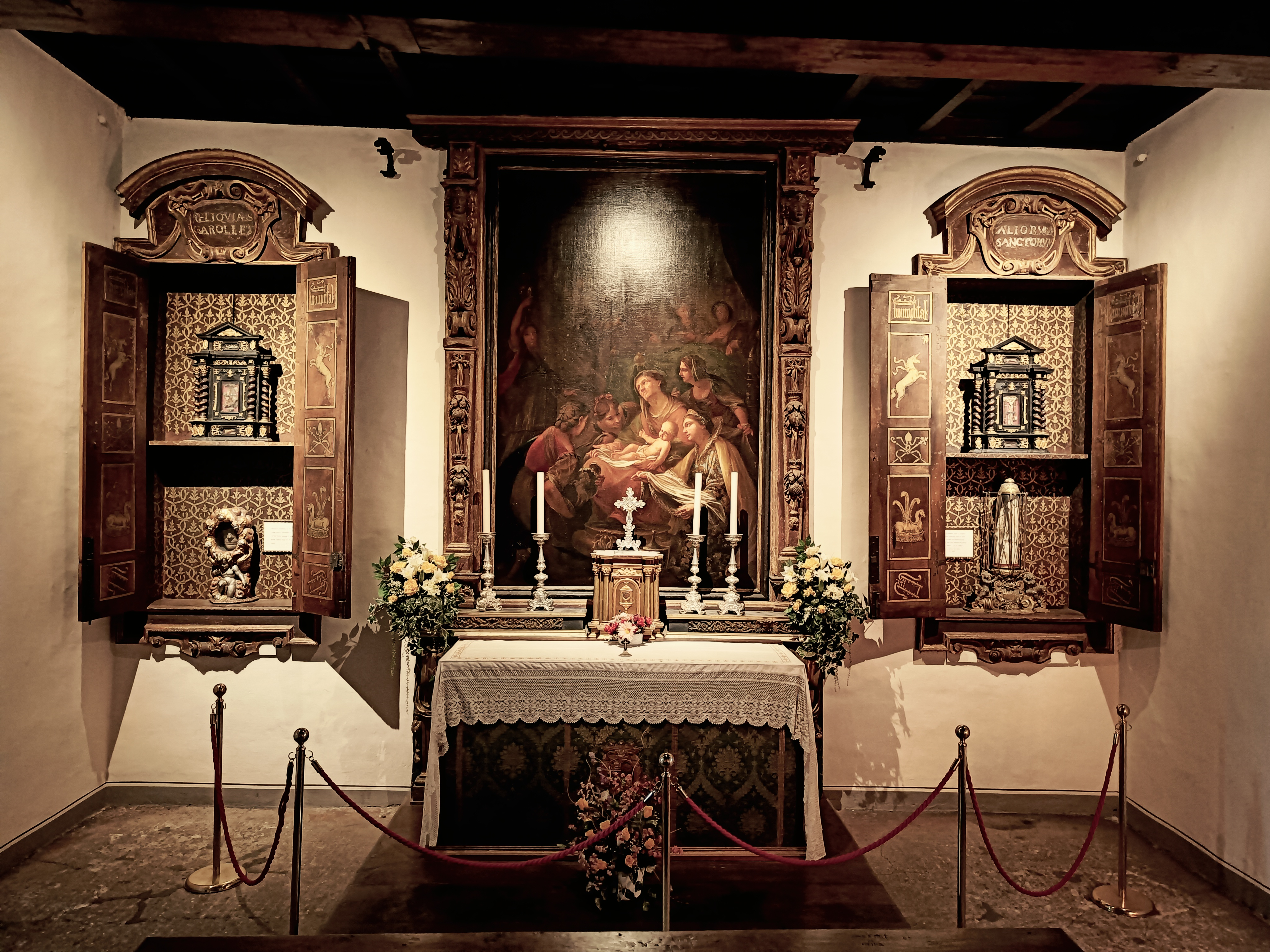
reliquiari
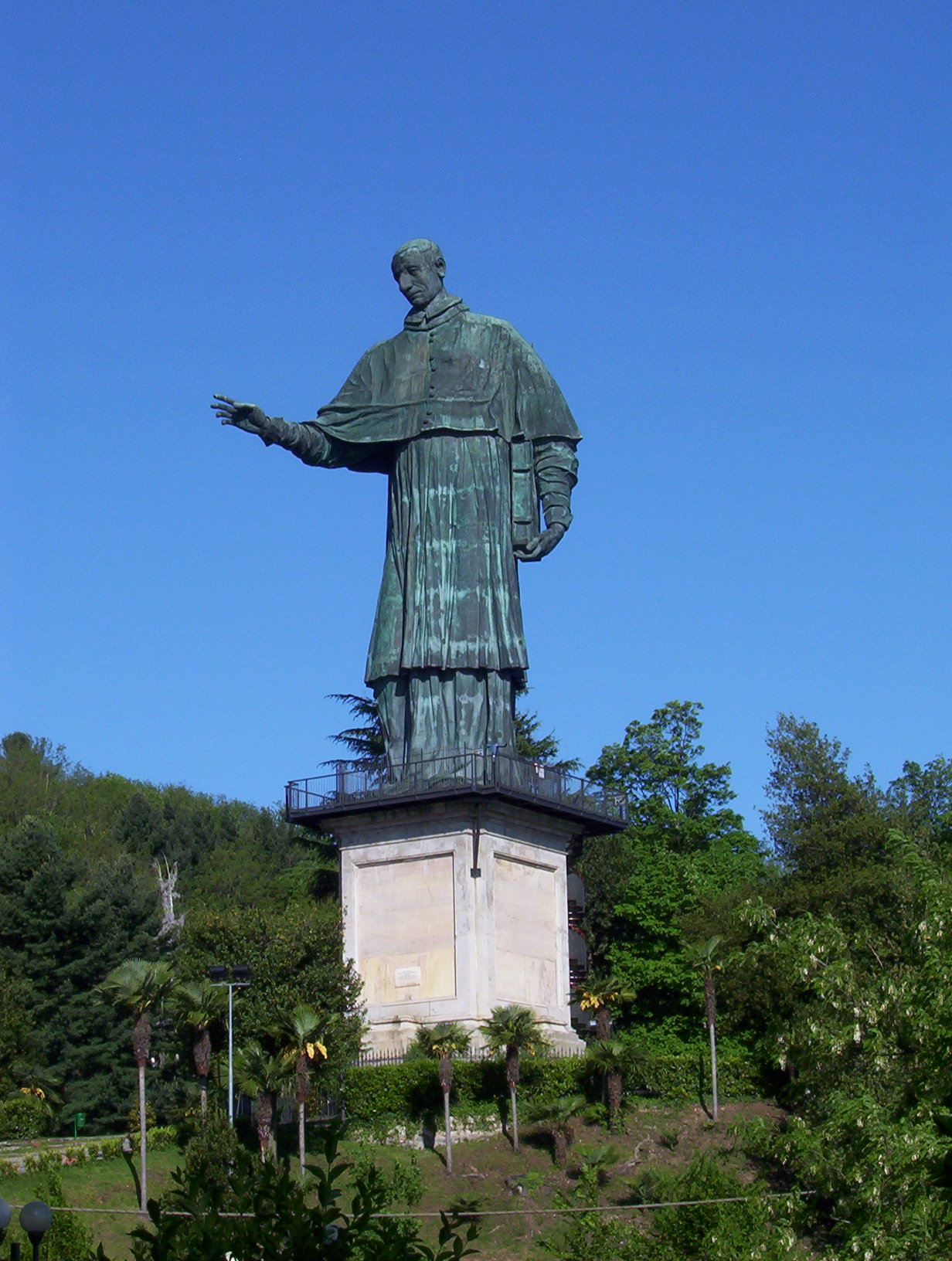
La statua di San Carlo